# U Aquarii
U Aquarii är en eruptiv variabel av RCB-typ (RCB) i stjärnbilden Vattumannen.
Stjärnan har magnitud +10,8 och når i förmörkelsefasen ner till +18,2. 